# Universitat de la República
La Universitat de la República (UdelaR) (Universidad de la República en castellà) és la universitat pública més antiga i gran de l'Uruguai, creada l'any 1849 per Dámaso Antonio Larrañaga. La UdelaR va començar a impartir les primeres classes en quatre facultats: dret, medicina, teologia i ciències naturals.
Per iniciativa del rector Claudio Williman es va encomanar als arquitectes Juan M. Aubriot i Silvio Geranio el disseny de l'edifici actual, d'estil renaixentista. Va ser inaugurat el 22 de gener de 1911.

## Facultats

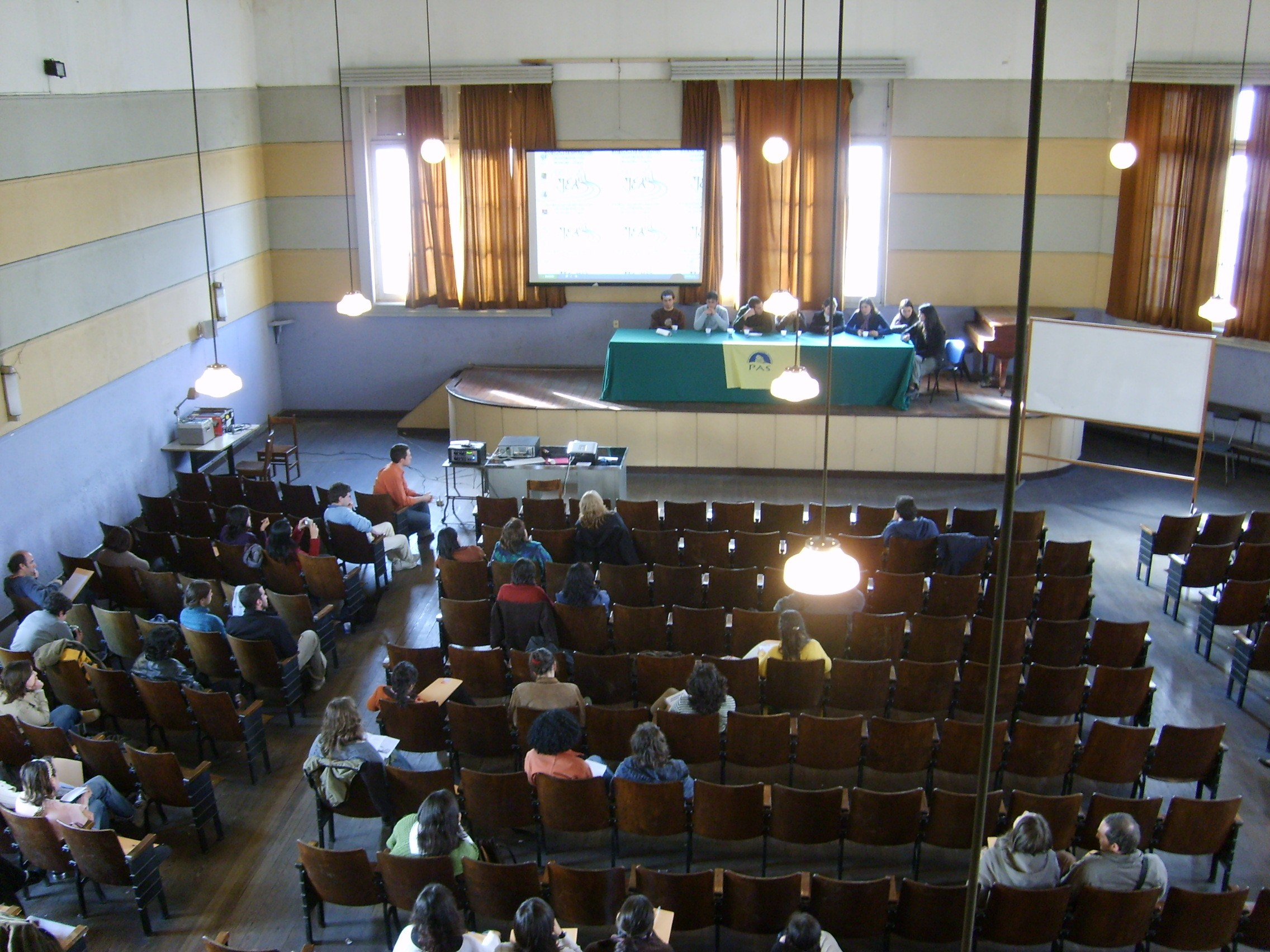
Aula Carlos Vaz Ferreira de la Facultat d'Humanitats i Ciències de l'Educació (UdelaR).

La Universitat de la República té actualment 14 facultats:
- Facultat d'Agronomia
- Facultat d'Arquitectura
- Facultat de Ciències
- Facultat d'Economia i Administració
- Facultat de Ciències Socials
- Facultat de Dret
- Facultat d'Infermeria
- Facultat d'Humanitats i Ciències de l'Educació
- Facultat d'Enginyeria
- Facultat de Medicina
- Facultat d'Odontologia
- Facultat de Psicologia
- Facultat de Química
- Facultat de Veterinària

## Programa d'ensenyament de llengües
La facultat d'Humanitats imparteix cursos d'idiomes. Entre les llengües que l'alumne pot escollir es troba el català en tres nivells (bàsic, mitjà i avançat) que es corresponen a tres cursos diferents: I, II i III. Atès a la immigració espanyola a l'Uruguai fins a la segona meitat del segle xx, no és estrany, doncs, que hi hagi cursos de les llengües oficials al territori espanyol. El programa d'ensenyament de la llengua catalana és operatiu des de fa poc temps i, al costat del basc i del gallec, és part del nou programa de llengües ibèriques que la facultat ha adoptat com a propi amb l'ajut d'organismes d'immigrants residents en territori uruguaià, entre ells, el Casal Català de Montevideo. A més, l'estudiant, si ho desitja, pot estudiar alemany, francès, anglès, italià, japonès, grec i portuguès.